# Melque de Cercos
Melque de Cercos település Spanyolországban, Segovia tartományban. Melque de Cercos Santa María la Real de Nieva, Juarros de Voltoya és Nieva községekkel határos. Lakosainak száma 65 fő (2024).

## Népesség
A település népessége az elmúlt években az alábbi módon változott:
| Lakosok száma | 117  | 111  | 102  | 104  | 97   | 91   | 81   | 68   | 62   | 65   |
|               | 2001 | 2004 | 2007 | 2009 | 2012 | 2014 | 2017 | 2019 | 2022 | 2024 |